# 중앙대학교 사범대학 부속중학교
중앙대학교 사범대학 부속중학교(中央大學校師範大學附屬中學校)는 대한민국 서울특별시 동작구 흑석동에 있는 사립 중학교이다.

## 학교 연혁
- 1934년 6월 1일 : 경성부 연건동 195번지에서 일본인  土居山洋가 조선직업강습학원의 인가를 받아 교사 9명, 학생 88명으로 설립
- 1936년 6월 27일 : 연건동의 임시 교사로부터 흑석동에 교사를 신축하여 이전
- 1939년 2월 9일 : 경성상공실무학교로 인가를 받음
- 1946년 3월 30일 : 일본인 운영자로부터 김용석 선생이 학교를 접수하여 재개교하고, 초대 교장에 김창호 선생 취임
- 1946년 9월 26일 : 학제 변경에 따라 6년제인 경성상공중학교 인가를 받음(전기과, 상업과, 화학과)
- 1949년 1월 17일 : 재단법인 창문학원을 인가받아 초대 이사장에 김교철 선생 취임, 낙양중학교로 교명을 개명하고, 교육법 개정에 따라 낙양중학교와 낙양공업고등학교로 분리
- 1958년 2월 4일 : 영신여자중학교 설립 인가를 받고, 초대 교장에 임영신 박사 취임(여학교)
- 1962년 3월 22일 : 낙양중학교를 서울명수대중학교로 교명 변경
- 1965년 2월 3일 : 낙양중학교의 화재로 목조 교사건물이 전소되어 교사를 신축하여 이전
- 1965년 2월 24일 : 학교법인 창문학원이 학교법인 중앙문화학원과 합병됨과 동시에 서울명수대중학교를 중앙대학교 사범대학 부속중학교로, 영신여자중학교를 중앙대학교 사범대학 부속여자중학교로 교명 변경
- 1991년 1월 10일 : 학교법인 중앙문화학원을 학교법인 중앙대학교로 변경
- 1997년 2월 15일 : 남자중학교 61회, 여자중학교 36회 졸업식을 거행
- 1997년 3월 1일 : 중앙대학교사범대학부속중학교와 부속여자중학교를 통합하여 남녀공학인 중앙대학교사범대학부속중학교가 됨
- 2016년 2월 5일 : 제11대 박용현 이사장 취임
- 2017년 2월 9일 : 중앙대학교 사범대학 부속중학교 제81회 졸업식 거행, 통합 졸업생 48,961명 배출
- 2020년 9월 1일 : 제21대 교장에 이수생 선생 취임

## 참고 자료
- 중앙대학교 사범대학 부속중학교 - 한국교육학술정보원 학교알리미